# UFC 258
UFC 258: Usman vs. Burns è stato un evento di arti marziali miste tenuto dalla Ultimate Fighting Championship il 13 febbraio 2021 all'UFC APEX di Las Vegas, negli Stati Uniti.

## Risultati
|                                        | Divisione             |                   |                 |                 | Metodo                                  | Round           | Tempo           | Premio          |
| Card Principale                        | Card Principale       | Card Principale   | Card Principale | Card Principale | Card Principale                         | Card Principale | Card Principale | Card Principale |
| -------------------------------------- | --------------------- | ----------------- | --------------- | --------------- | --------------------------------------- | --------------- | --------------- | --------------- |
| Sfida valida per il titolo di campione | Pesi welter           | Kamaru Usman (c)  | batte           | Gilbert Burns   | KO tecnico (pugni)                      | 3               | 0:34            | POTN            |
|                                        | Pesi mosca femminili  | Alexa Grasso      | batte           | Maycee Barber   | Decisione unanime (29-28, 29-28, 29-28) | 3               | 5:00            |                 |
|                                        | Pesi medi             | Kelvin Gastelum   | batte           | Ian Heinisch    | Decisione unanime (30-27, 29-28, 29-28) | 3               | 5:00            |                 |
|                                        | Pesi piuma            | Ricky Simon       | batte           | Brian Kelleher  | Decisione unanime (30-27, 30-27, 30-27) | 3               | 5:00            |                 |
|                                        | Pesi medi             | Julian Marquez    | batte           | Maki Pitolo     | Sottomisione (anaconda choke)           | 3               | 4:17            | POTN            |
| Card Principale                        |                       |                   |                 |                 |                                         |                 |                 |                 |
|                                        | Pesi medi             | Anthony Hernandez | batte           | Rodolfo Vieira  | Sottomisione (guillotine choke)         | 2               | 1:53            | POTN            |
|                                        | Pesi medi             | Belal Muhammad    | batte           | Dhiego Lima     | Decisione unanime (30-27, 30-27, 30-27) | 3               | 5:00            |                 |
|                                        | Pesi paglia femminili | Polyana Viana     | batte           | Mallory Martin  | Sottomisione (armbar)                   | 1               | 3:18            | POTN            |
|                                        | Catchweight (140 lbs) | Chris Gutiérrez   | batte           | Andre Ewell     | Decisione unanime (30-26, 29-28, 29-27) | 3               | 5:00            |                 |
|                                        | Pesi weler            | Gabriel Green     | batte           | Philip Rowe     | Decisione unanime (30-27, 29-28, 29-28) | 3               | 5:00            |                 |

## Premi
I lottatori premiati ricevettero un bonus di 50.000 dollari.
Legenda:
- FOTN: Fight of the Night (vengono premiati entrambi gli atleti per il miglior incontro dell'evento)
- POTN: Performance of the Night (viene premiato il vincitore per la migliore performance dell'evento)